# Hemieva
Hemieva es un género con cuatro especies de plantas de flores de la familia Saxifragaceae. 

## Especies seleccionadas
- Hemieva ranunculifolia
- Hemieva richardsonii
- Hemieva richardsoni
- Hemieva violacea

- Datos: Q5894144
- Especies: Hemieva